# Ахейское княжество
Ахейское княжество, или Княжество Морея (Морейское княжество), Морейский принципат — государство крестоносцев, возникшее через год после окончания Четвёртого крестового похода 1202—1204 годов на территории современной Греции.
С момента своего основания считалось вассалом королевства Фессалоники, а после его падения в 1224 году ахейские князья признавали верховенство Латинской империи. Когда в 1261 году войска Михаила VIII Палеолога захватили Константинополь, княжество осталось единственным сильным государством крестоносцев на землях Византии.
В дальнейшем оно стало вассалом Неаполитанского королевства. Постепенно ослабевая из-за внутренних междоусобиц, а также будучи постоянно под давлением множества внешних противников, княжество прекратило своё существование в 1432 году, будучи завоёвано Морейским деспотатом.

## История

### Основание

Герб Гильома де Шамплита: в червлёном поле серебряный прямой крест, поверх которого лазоревая перевязь

Во время Четвертого крестового похода, когда крестоносцы разделили между собой Византийскую империю, французский рыцарь Жоффруа де Виллардуэн высадился на Пелопоннесе в Модоне, где и зазимовал. Заключив союз с местным архонтом Иоанном Кантакузином, он покорил Ахайю и Элиду, заняв крепости Андравида и Патры. Но в начале 1205 года его союзник умер, а наследник — Михаил Кантакузин решил избавиться от чужеземных гостей.

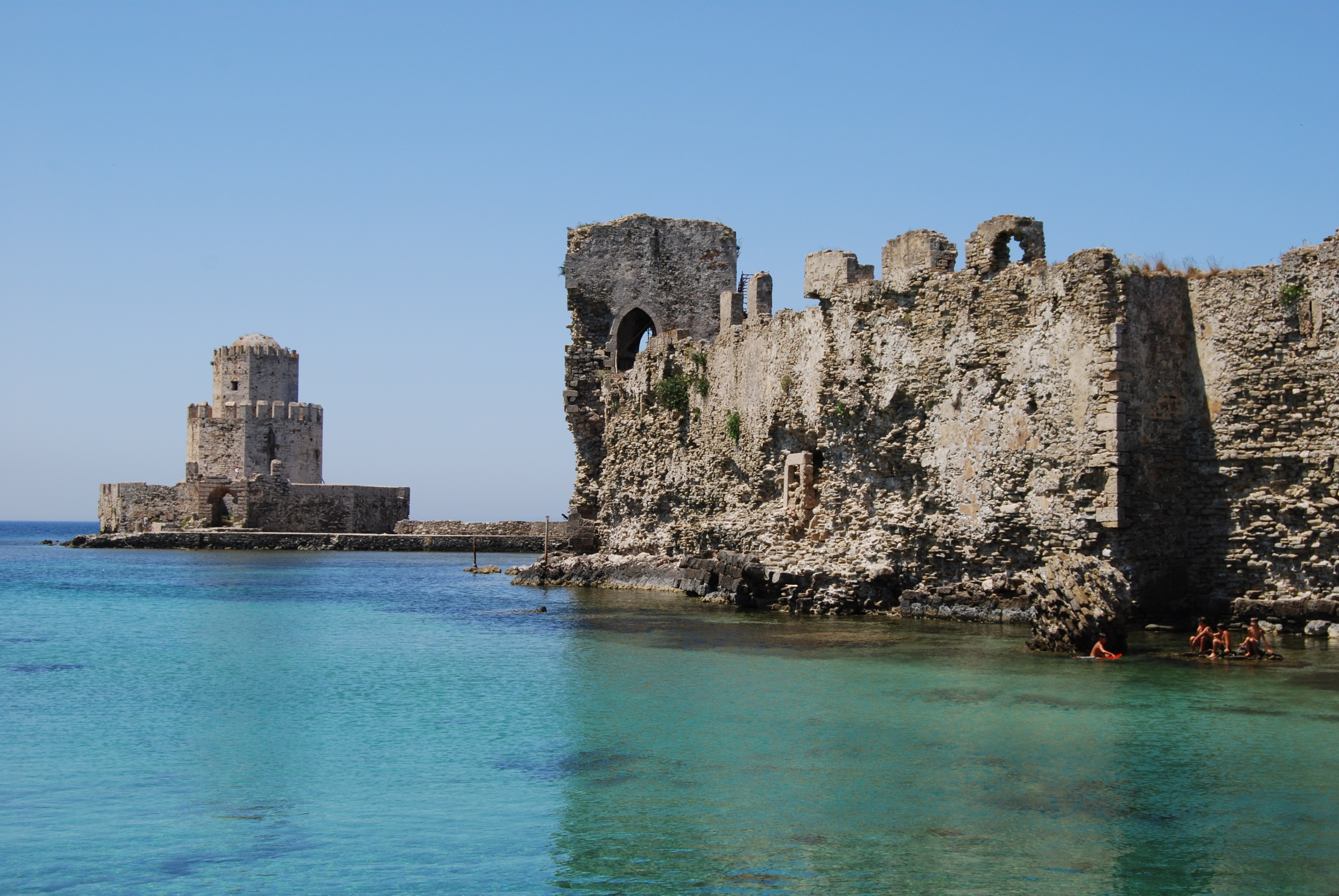
Руины крепости Модон

Из-за этого Жоффруа отправился к князю Фессалоник Бонифацию I, и поклялся его вассалу Гильому де Шамплиту захватить эти земли. Имея при себе не более 100 рыцарей и 500 пехотинцев, они смогли восстановить порядок на уже захваченных территориях, после чего начали поход в юго-восточную часть полуострова. В битве у Кундура они разгромили превосходившие силы греков Михаила I Дуки, и овладели Мореей. Только форты Аракловон в Элиде и Монемвасия, а также замки Аргос, Нафплион, Акрокоринф находились во власти Льва Сгура. Спустя 4 года после его самоубийства, в 1212 году эти земли перешли во власть лорда Аргоса и Нафплиона, лишь Монемвасия оказывала сопротивление до 1248 года. Первым правителем нового государства стал Гильом де Шамплит, умерший по дороге во Францию в 1209 году, где он хотел предъявить свои права на наследство.

### Княжество в XIII веке

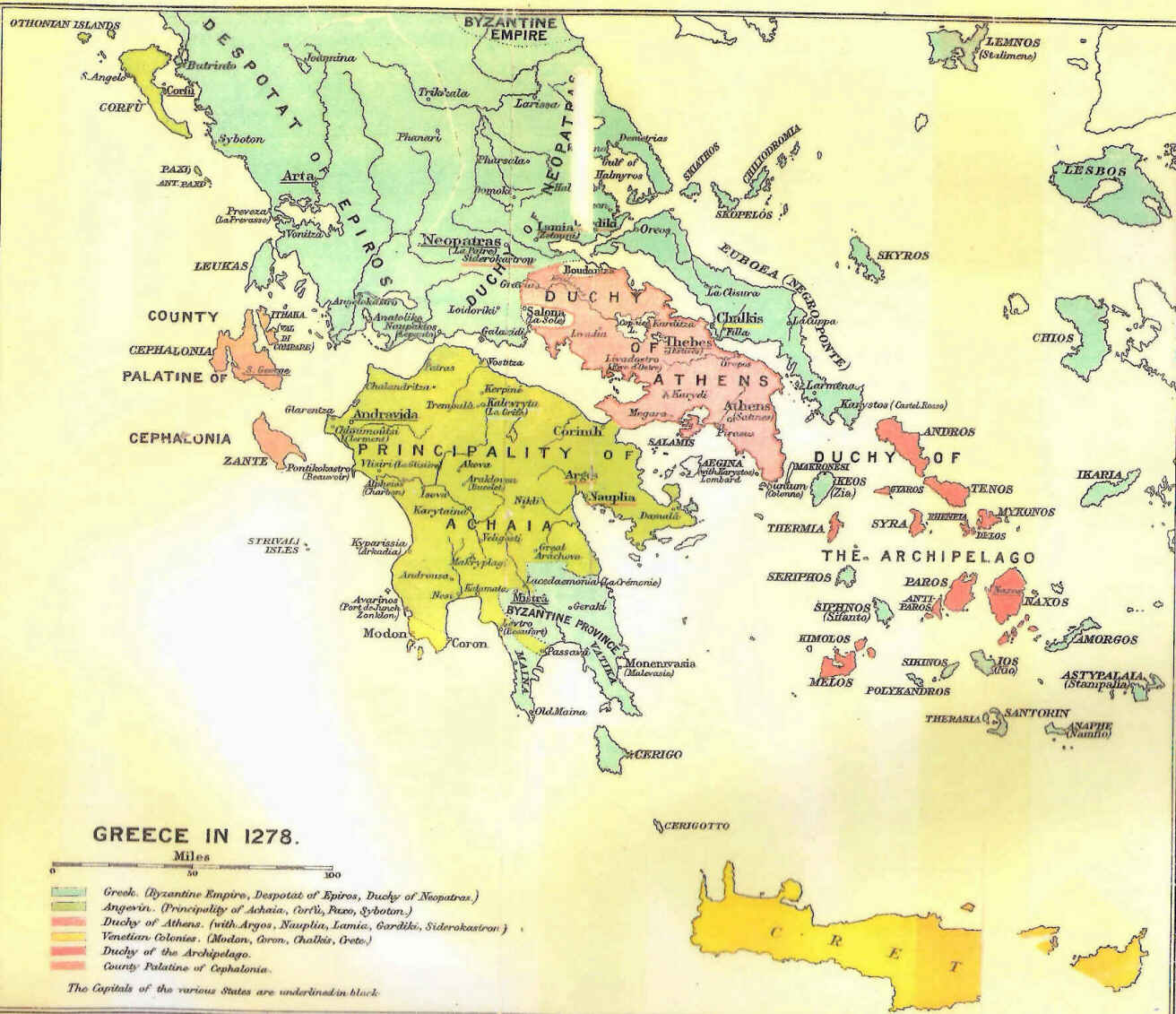
Ахейя на карте Греции 1278 г.

После смерти Гильома, ему наследовал его племянник — Гуго де Шамплит, однако он умер в том же году. Жоффруа де Виллардуэну удаётся добиться признания своей власти над княжеством со стороны местных феодалов, папы Иннокентия ІІІ и императора, и получить титул князя Ахейского. Во время правления семьи Виллардуэнов княжество достигло своего наибольшего расцвета. Когда Иоанн III Дука Ватац начал осаду Константинополя, ахейский князь прибыл к столице Латинской империи с 6 вассалами, 100 рыцарями и 800 лучниками.
Во время правления его сына — Гильома ІІ государство было в зените своего могущества. Двор князя в Андравиде считался одним из лучших и галантных в Европе, он сам был известным поэтом и трубадуром. Княжество имело свой монетный двор. Появилась собственная литература и особая форма французского языка. В это время была написана Морейская хроника — ценный источник по истории Четвёртого крестового похода. В 1249 году столица княжества была перенесена из Андравиды в Мистру, укрепления которой были недавно достроены.

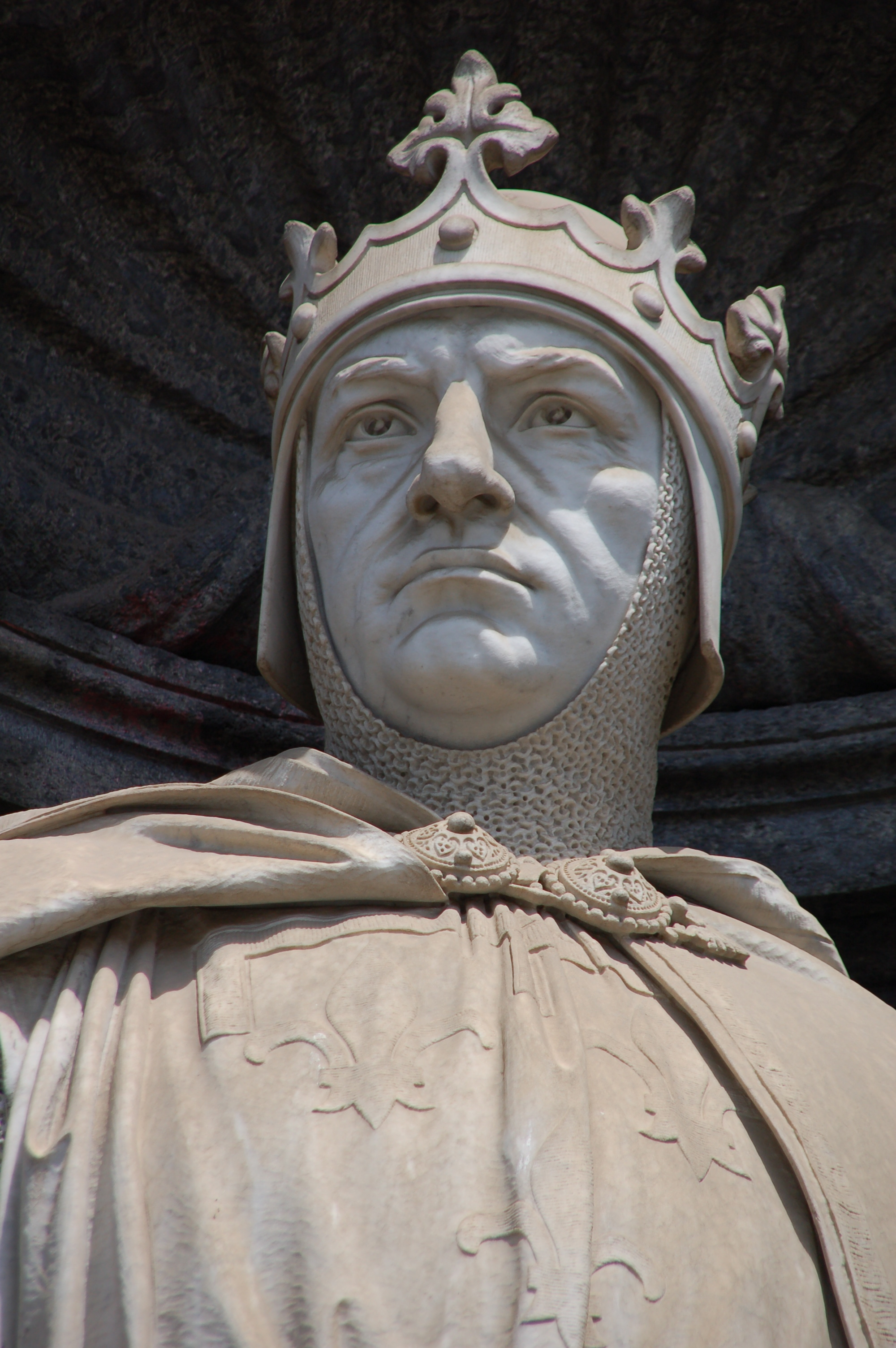
Карл I Анжуйский

В 1255 году Гильом ІІ начал войну против Венеции для того, чтобы захватить остров Эвбея. В 1259 году он объединился с эпирским деспотом Михаилом ІІ против Михаила VIII Палеолога. Но впоследствии Михаил ІІ Эпирский перешёл на сторону никейского императора, и в Пелагонейской битве ахейский князь был взят в плен. В 1262 году он был освобождён в обмен на Мистру и большую часть Пелопоннеса, которая впоследствии стала византийским Деспотатом Мореи.
Вскоре после освобождения Гильом, позабыв о данной своему победителю присяге на верность, начал поиск союзников и ожидал помощь от стран Западной Европы. Получив данные от местного византийского губернатора Монемвасии, Михаил VIII отправил в княжество армию под руководством своего брата Константина, однако экспедиция провалилась. Сначала византийцы были разбиты в битве при Принице в 1263 году, а после возвращения Константина в Константинополь — в битве при Макри-плаги в 1264 году.
В мае 1267 года при посредничестве римского папы, король Сицилии Карл Анжуйский помирился с последним императором Балдуином II. Последний передал Карлу сюзеренитет над Ахейским княжеством и большинством островов Эгейского моря, Эпиром и Корфу. Договор был скреплён обручением сына Балдуина, Филиппа, и дочери Карла Беатрисы, причём в случае бездетности Филиппа все права на империю должны были отойти к Карлу. Одновременно Карл заключил договор и с князем Ахейским Гильомом II де Виллардуэном, который рад был признать своим сюзереном сильного правителя.
После смерти Гильома ІІ Виллардуэна в 1278 году латинский император Балдуин II признал права на Ахейское княжество за Карлом І Анжуйским, надеясь на его содействие в восстановлении Латинской империи. Но Анжуйская династия ограничилась отправкой денег и отрядов солдат для защиты Ахайи от византийцев и других агрессивных соседей. Снижение интереса к этому региону было вызвано произошедшей в 1282 году Сицилийской вечерней и последовавшей затем войной за Сицилию.

### Ахейское княжество в период феодальной раздробленности (1307—1383)

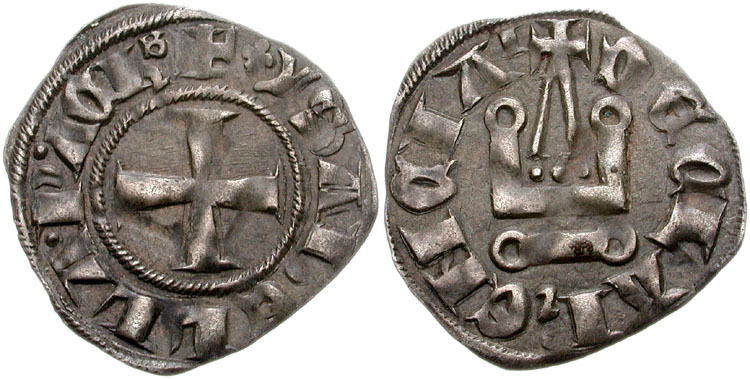
Монеты Изабеллы де Виллардуэн

Карл II Анжуйский в начале предоставил Морею принцессе Изабелле де Виллардуэн, но в 1307 году он свергнул её, передав титул собственному брату Филипу I Тарентскому. Филипп в 1313 году отдал звание наследнице Изабеллы де Виллардуэн Матильде де Эно, состоявшей в браке с Людовиком Бургундским, номинальным правителем Фессалоник. Но с 1307 года Маргарита, младшая дочь Гильома II де Виллардуэна объявила о своих правах на престол. В 1313 году она снова без успеха требовала их исполнения, а затем передала их дочери — Изабелле Сабран, жене Фердинанда Майоркского. Их сын Хайме III был объявлен морейским принцем в 1315 году, при регентстве его отца, завоевавшим княжество в период с 1315 по 1316 годы. Но в 1316 году в Морею прибыл Людовик Бургундский, получивший военную поддержку от всех баронов Ахейского княжества, а также от стратига Мистры Андроника Палеолога Асеневича. Фердинандо был пленён и казнён Людовиком и Матильдой в 1316 году. В том же году Людовик умер, и неаполитанский король Роберт свергнув Матильду, отдал княжество своему брату Иоанну Гравинскому. К 1320 году, в результате успешных походов византийцев, территория княжества ограничивалась западными и северными областями полуострова. В 1325—1326 годах Иоанн возглавил экспедицию с целью возвращения утраченных земель, но она была неудачной. После этого он вернулся в Италию, и больше не возвращался в Грецию. Свою власть он осуществлял посредством оставшихся в Ахайе лейтенантов, и данная властная модель продолжала существовать после его смерти.
В 1333 году местная знать признала решение Иоанна, передавшего права на княжество собственной невестке — Екатерине Валуа, титулярной императрице Латинской империи и жене Филиппа I Тарентского. К моменту её воцарения, ахейские феодалы перестали выполнять поручения своего сюзерена, будучи заняты собственными делами. Чтобы исправить сложившееся положение, в 1338 году Екатерина переправила в княжество итальянских наёмников, однако это никак не изменило ситуацию. Сами бароны, раздражённые агрессивной политикой Неаполя, в период 1340-х годов рассматривали в качестве альтернативы принятие власти Иоанна Кантакузина или короля Майорки.
Под патронажем Катерины в княжестве влиятельное положение занял её канцлер и финансист Николло Акциайоли, приобретавший здесь феодальные владения. В 1346 году, после смерти Екатерины Валуа, власть перешла к её пасынку — Роберту Тарентскому. В 1354 году он передал Николло права на Коринф, являвшийся важным владением. После смерти Роберта в 1364 году, в правящей семье начались династические ссоры, из-за которых о княжестве на время забыли. О нём вспомнили в 1373 году, когда брат Роберта Филипп II передал права на власть в Ахайе своей родственнице — Джованне I Неаполитанской, чей третий муж Хайме IV Майоркский после своей смерти в 1375 году оставил ей свои притязания на титул ахейского князя. В 1377 году она продала часть княжества иоаннитам, которые отправили туда наёмников Наваррской компании. К концу 1370-х племянник Николло Акциайоли — Нерио — прибавил к имевшимся владениям Воститцу и Мегару, принадлежавшую герцогству Афинскому, где правили наёмники Каталонской компании. В 1379 году при его попустительстве наёмники Наваррской компании отняли у своих «коллег» город Фивы, игравший важную стратегическую роль в регионе. После этого большая часть победителей осталась жить в Ахайе, а их командиры смогли захватить контроль над многими городами и фортами. В 1381 году иоанниты возвратили власть над княжеством Джованне I, но к этому моменту она томилась в неаполитанской тюрьме.

### Падение (1383—1432)

Южные Балканы в 1410 году.

В том же году номинальный император Константинополя Жак де Бо захватил Ахайю, воспользовавшись политическим кризисом в Южной Италии. Но его власть была короткой — в 1383 году неаполитанский король Карл III Анжуйский возвратил земли своих предков. С 1393 по 1402 год в княжестве правили капитан Наваррской компании Пьер Бордо и его жена Мария II Дзаккариа, и для сохранения власти в княжестве король Владислав I в 1396 году даровал ему титул принца Ахайи.
К концу XIV века набеги турок показывали неспособность ахейского князя справиться с внешними угрозами, и местным политическим силам пришлось начать поиск новых союзников. Наваррцы выбрали сторону Венецианской республики, обладавшей лучшим флотом в регионе, с помощью которого она контролировала Крит, Негропонт и многие острова Эгейского моря. Нерио Акциайоли признал власть морейского деспота Феодора I Палеолога, и в 1388 году выдал за него замуж свою дочь, а за год до этого смог захватить Афины и стать властителем Афинского герцогства. Но вместо того, чтобы объединить силы против общего врага, Морея и Венеция начали борьбу за местные владения. Византийцы оккупировали Аргос после смерти последнего лорда, хотя Венеция приобрела права на это владение у его вдовы. Конфликт усугубился после того, как предательским образом захватили Нерио, хотевшего урегулировать спор. В 1394 году он умер, и Феодор присоединил Коринф к деспотату. Только поражение в битве при Анкаре от войск Тамерлана отсрочило присоединение Пелопоннеса к Османской империи.
После смерти в 1402 году Пьера, а 1404 году — Марии, правителем княжества стал их сын — лорд Аркадии (современная Кипарисия) Чентурионе II Дзаккариа, заплативший Владиславу I за официальное признание своих прав. Чентурионе властвовал в княжестве до 1430 года, когда деспот Мореи Фома Палеолог начал крупномасштабное наступление на его владения. Это вынудило князя отступить к своему наследственному замку в Мессении, где он и умер в 1432 году. После его смерти территория княжества вошла в состав деспотата. Фома женился на дочери Чентурионе Катерине, от которой родилась Софья Палеолог. А в 1460 году сам деспотат Мореи был захвачен Османской империей.

## Структура княжества

### Территориальное деление
Княжество занимало небольшую территорию. Ему принадлежала часть внутреннего Пелопоннеса, Элида, Мессения и часть Аркадии, а также несколько портов, аналогичных Монемвасии. С их помощью княжество экспортировало вино, изюм, воск, мёд, нефть и шелк. Таким образом оно стало весьма богатым и могло оказывать помощь Латинской империи в её борьбе с никейскими императорами, претендовавшими на константинопольский престол. Со всех сторон территория Ахейского княжества была окружена владениями Эпирского деспотата и Венеции, а также Афинского герцогства.
Столица Мореи несколько раз менялась. Первой столицей была определена Андравида. В 1249 году Гильом II Виллардуэн перенёс столицу в Мистру, но в 1262 году он был вынужден передать Мистру и большую часть Мореи Византии.

Пелопоннес в Средние века

Жоффруа I разделил территорию своего государства на 12 баронств, каждое из которых состояло из меньших феодальных владений. Крупнейшие из них находились в стратегически важных пунктах, предназначенных для организации эффективной обороны от агрессивных соседей.
Баронства Ахейского княжества:
- Акова (Матагрифон), расположенная в Аркадии и включавшая в свой состав 24 феодальных владения. Оно досталось Готье де Розьеру, который построил крепость для защиты долины Алфея;
- Каритайна (в горной местности Скорта) — 22 феодальных владения, досталась Гюго де Брюйеру. Его основной задачей было сдержать натиск славянских племён;
- Никия — 6 рыцарских феодов,
- Гераки[англ.] — 6 феодальных владения,
- Калаврита — 12 феодальных владения, его хозяином стал Рауль де Тюрнэ, а после его смерти — сын Жоффруа.
- Воститца — 8 феодальных владения,
- Велигоста — 4 феода,
- Грицена — 4 феода,
- Пассава (в Лаконии) — 4 феода. Досталась маршалу Ахейи — Жану де Нейи;
- Халандритца — 4 феода,
- Баронство Каламата было сохранено как личное феодальное владение Виллардуэнов.
- Барония Патры, которая была дарована Гийому Алеману. В середине XIII века была продана примасу Мореи[18]. Феод защищал княжество со стороны Эпирского царства.

Также были созданы 7 церковных баронств, изъятые из собственности греческих церковников. Во главе их стоял латинский архиепископ Патры и примас Ахейского княжества Ансельм де Клюньи. В его подчинении находилось 6 викарных епископов:
- Олены (в Андравиде),
- Модоны.
- Короны,
- Велигосты,
- Амиклы,
- Лакедемонии.

Архиепископ обладал 8 рыцарскими феодами, епископы имели 6 феодов, а каждый из трёх религиозных орденов — тамплиеры, госпитальеры и тевтонцы — получил 4 владения.
После приобретения Патр архиепископ занял первое место среди морейских феодалов и возглавлял знать при встречах и переговорах с ахейским князем.

### Управление княжеством
Среди придворных князя стоит выделить:
- Канцлера,
- Маршала,
- Коннетабля,
- Казначея,
- Великого камергера (protovestiarius), отвечавшего за личное казначейство князя
- Pourveur des chastiaux, ответственного за снабжение замков.

В Ахейском княжестве был свой свод законов — «Ассизы Романии». Правовая система Ахейского княжества была создана на основе синтеза норм французского и византийского феодального права. Эти законы стали примером для всех государств крестоносцев этого периода. Морейская знать использовала византийские звания, например: логофет и протовестарий. Была заимствована византийская система пронии: крестьяне (парики) оставались держателями земли, но на них возлагались новые обязательства и налоги, которые входили в рамки вышеназванной системы.
При завоевании страна была разделена на более или менее однородные рыцарские лены, которые затем распределялись между крестоносцами в зависимости от знатности или от роли в военных действиях: одни получили целый или половинный лен, другие — несколько ленов. Общее число ленов в Морее составляло 500—600. За единицу измерения брался рыцарский феод, которым признавалась земля с доходом 300 анжуйских ливров в год.

### Право
Юридическая система Ахейского княжества находилась под одновременным влиянием французских феодальных норм, византийского права и Иерусалимских Ассизов. Основным правовым памятником Мореи является «Ассизы Романии», отображающий правовые традиции и нормы, которые господствовали в княжестве и соседних государствах. Их конечный вариант возник между 1333 и 1349 годами. Ассизы разделены на 4 части:
- I часть, наиболее объёмная по количеству статей, включала нормы, регулировавшие вассальные отношения;
- II часть касалась княжеской власти;
- III — прав и обязанностей крестьян, их отношений с сеньорами
- IV была посвящена разнообразным вопросам (в том числе относительно горожан).

Суд княжества базировался на основах феодального права, зафиксированных в «Liber consuetudinum imperii Romaniae», и действовавших по всей Латинской империи. При князе существовала 2 палаты — высшая и низшая. В последнюю входили горожане.
Главные светские и духовные феодалы участвовали в совете «Великого Суда», проводимого вместе с ахейским князем. В его состав входили 12 баронов, латинские епископы (кроме дел о смертоубийстве) под председательством епископа Оленского. В их компетенцию входили вопросы созыва и длительности ополчения, вопросы обороны и управления княжеством. Совет имел большие полномочия, ограничивавшие власть князя. Параллельно существовали суды баронств.

## Социально-экономический состав княжества

### Положение крестьян
Основу населения составляли местные греческие крестьяне (парики или вилланы). Латинских (французских или франкских) поселенцев было гораздо меньше. Большая часть иноземцев была рыцарями: в 1205 году их было около 450 человек, а к 1338 году их число увеличилось до 1000. Также было небольшое количество гасмулов (потомков от брака латинян с греками), права которых были ограничены.
Парики (вилланы), жившие на землях сеньора, оставались держателями земли, но с приходом европейцев они стали более бесправными:
- Феодал имел право отобрать их движимое имущество и участок и передать их другому крестьянину[3].
- Вилланы не имели права заключать брак без разрешения своего сеньора[3].
- По гражданским делам парика должен был судить сеньор, а по уголовным — сеньор его хозяина[3].

Морейские крестьяне могли свободно продавать движимое имущество, пасти скот, рубить лес. Основным видом ренты был сохранившийся со времён империи акростих — денежная плата, размер которой зависел от величины земельного участка парика. Также существовали другие повинности и вводились новые, завезённые из Западной Европы.
Основным видом повинности были ангарии — обязательные работы вилланов на землях своего сеньора (от 12 до 53 дней в год). Парики, освобождённые от ренты, назывались франкоматами (homines francati), но они должны были выполнять ангарии (incosati). Те из крестьян, которые не платили ни ренту, ни ангарии, несли военную службу.

### Духовенство
Высшая духовная иерархия Романии состояла в основном из католиков, а рядовыми священниками и дьяконами оставались православные греки.
За свои лены католические иерархи и духовно-рыцарские ордена должны были нести военную службу — они участвовали в походах по четыре месяца в году. Высшее духовенство участвовало в совете и суде князя — за исключением преступлений, каравшихся смертной казнью.

### Аристократия
Латинская знать постепенно стала перенимать обычаи и язык у греческой (князь Гийом ІІ де Виллардуэн вёл переговоры с никейскими императорами Иоаном IV Ласкарисом и Михаилом VIII на греческом языке).
Морейские феодалы делились на несколько разрядов:
- На верхней ступени стояли бароны (bers de terre), считавшиеся пэрами ахейского князя. Они были независимыми суверенами в своих владениях: имели право чеканить монету, располагали высшей юстицией (правом выносить и осуществлять смертный приговор), могли беспрепятственно строить крепости. Они выходили на войну с собственными знамёнами, их мог судить лишь совет 12 пэров, где Виллардуэны заседали вместе с остальными баронами[22].

Бароны, владевшие 4 феодами, должны были выставлять одного рыцаря и 12 сержантов и получали звание баннерета. Получившие больше 4 феодов выставляли по одному конному сержанту или рыцарю от каждого лена.
- Основу знати составляли лигии (ligii), являвшиеся вассалами князя и баронов и занятые военной службой. Теоретически лигий нёс службу круглый год: четыре месяца на границе, четыре — в замке и четыре — в собственном доме, откуда его могли вызвать в поход. Однако если предстоял дальний поход, сеньор должен был предоставить вассалу 15 дней на сборы. Длительность военной службы и число воинов, выставляемых с каждого лена, регламентировались феодальным правом Мореи. Лигии также были членами совета своего сеньора, имели право судить вассалов (кроме дел, требующих смертной казни), не нуждались в разрешении сеньора, чтобы выдать замуж дочь; не могли быть задержаны иначе, как по обвинению в предательстве или убийстве и не платили налога для выкупа сеньора или выдачи замуж его дочери[22].
- Люди простого оммажа. Они несли военную службу на основе письменного договора, заключённым с сеньором. Люди простого оммажа не имели своей судебной курии и обладали судебными нравами только в отношении крепостных. Надел сержанта именовался «сержантией» и рассматривался как половина рыцарского лена: рыцарь, тяжело заболевший или достигший старости (60 лет), мог выставить вместо себя двух сержантов[22].
- Греческая феодальная аристократия — архонты или архонтопулы (франки называли их «греческими жантильомами»). Греческие архонты причислялись к разряду людей простого оммажа. Однако оставались некоторые различия: «Ассизы Романии» закрепили за греческими жантильомами особую форму наследования: если лен морейского рыцаря переходил старшему сыну, то земли архонтов разделялись между всеми их сыновьями и дочерьми поровну. Всё это привело к быстрому занятию ими весомых позиций в администрации и экономике княжества. При этом византийским архонтам и местному населению давалась свобода православного вероисповедания в обмен на верность Ахейскому княжеству[22].

## Культура
Ахейское княжество сделало значительный вклад в развитие культуры Латинской Романии. Ему удалось оставить свой отпечаток в архитектуре, историографии, литературе, праве.
Невзирая на достаточно заметные достижения, культура Морейского княжества в течение XIII — XIV веков фактически потеряла своё доминантное значение, уступив новому культурному центру на Пелопоннесе — Морейскому деспотату со столицей в Мистре.

### Архитектура
Основную роль в морейской архитектуре играло строительство крепостей и других укреплений. Столица княжества Андравида не имела собственных оборонных сооружений. В Андравиде был построен княжеский дворец и множество церквей. Наиболее крупная из них — церковь святой Софии, принадлежала доминиканцам, в ней проходили ассамблей княжества. Также существовали тамплиерские (св. Иакова), францисканские (св. Стефана) и кармелитские (св. Николая) храмы. Её должны были защищать крепости Кларенца и Клермон.

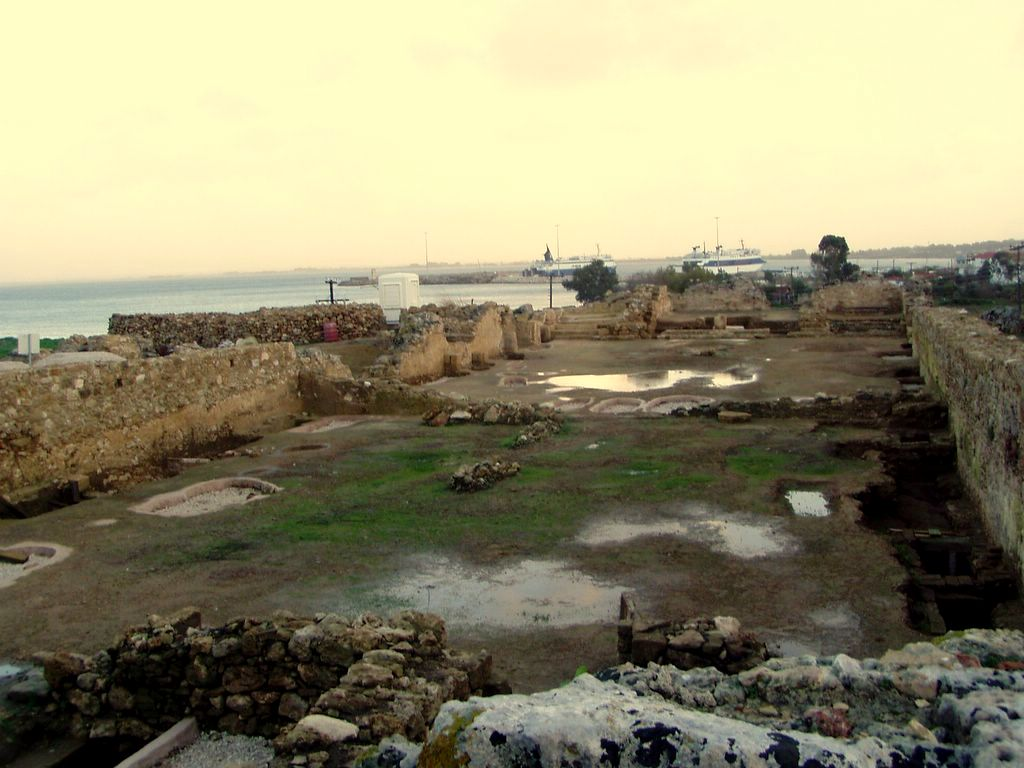
Форт Кларенцы

Кларенца — главный порт княжества, окружённый рвом и стенами, — охватывала значительную территорию (9000 м2). Толщина стен доходила до 2 м, но они были построены из весьма непрочного материала — брикетов необожжённого кирпича на каменном цоколе. В 1428 году, захватив город, Константин Палеолог повелел разрушить стены, чтобы оборонительные укрепления Кларенцы не использовались пиратами.
Другой важной крепостью был Клермон — «ключ к Элладе», построенный в период с 1220 по 1223 год. Она имела форму многоугольника с двумя поясами стен и круглыми башнями. Крепость была построена западноевропейскими зодчими. Также важными укреплениями были Каритена и Мистра; значительную роль играли замки крупных баронов.
В целом крепостное строительство имело много архаичных черт. В строительстве культовых сооружений отразилось влияние готики. Чаще всего они имели форму большой прямоугольной базилики, с одним или тремя нефами. Среди таких сооружений можно отметить церковь Св. Софии в Андравиде (1240—1264), церковь в Кларенсе. В этих церквях использовались узкие окна с ломаными арками, колонны украшались гербами, орнаментом из листьев. Также возводились церкви в греческом стиле, имевшие следы латинского влияния (элементы готики, многоярусные башенные звонницы).

## Религия

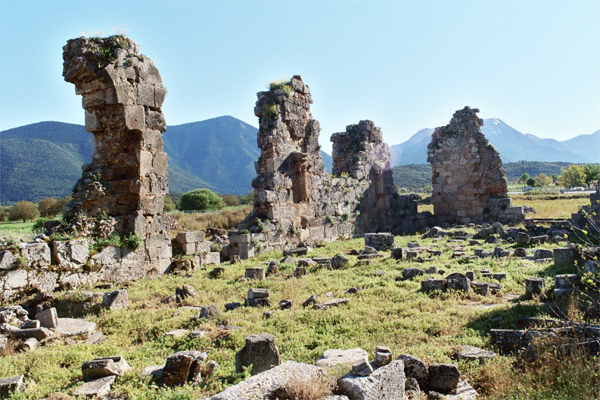
Руины цистерцианского монастыря

Папа Иннокентий III искал компромисс с греческим духовенством, но замена православного патриаршества католическим вызвало противоположные тенденции. Местное население сохранило православие, греки отказывались платить десятину, неизвестную православному церковному праву.
Православный клир был неполноправным. Клирики платили акростих, а в некоторых случаях латинские феодалы принуждали священников выполнять ангарии. Специальное папское постановление от 1222 года разрешало епископам Романии освобождать латинян от наказания за насилие над православным клириком, который не оказал почтения крестоносцу и вёл себя вызывающе в отношении римской церкви.
Папство пыталось взять под своё покровительство греческих монахов Афона, обещав сохранить привилегии Святой Горы, но только Иверский монастырь согласился подчиняться престолу св. Петра. Греческое духовенство и монашество стремилось добиться создания (наряду с латинским) греческого патриаршества в Константинополе (подобная система уже существовала в Антиохии и Иерусалиме) и обращалось с соответствующими просьбами к Иннокентию III, — но письмо греческого духовенства было оставлено без ответа. Все это превращало православное духовенство в силу, резко враждебную завоевателям.
Власть Папы не сильно учитывалась светскими князьями и баронами, которые в начале самостоятельно устанавливали размеры церковного имущества и доходов, а также занимались самоуправством. В Ахейском княжестве при прямом вмешательстве Вильяма де Шамплита в 1205 году был создан франкский капитул собора св. Андрея в Патрах, новые каноники избрали архиепископом клюнийского монаха Антельма. Из-за этого Иннокентий не сразу утвердил каноников и примаса Ахеи.

## Правители Ахейского княжества
| Годы правления   | Имя |
| ---------------- | --- |
| 1205—1209        | Гильом I де Шамплит                                                                                                  |
| 1209             | Гуго де Шамплит |
| 1209—1226/1231   | Жоффруа I де Виллардуэн                                                                                              |
| 1226/1231 — 1246 | Жоффруа II де Виллардуэн                                                                                             |
| 1246—1278        | Гильом II де Виллардуэн                                                                                              |
| 1278—1285        | Карл I Анжуйский |
| 1285—1289        | Карл II Анжуйский |
| 1289—1307        | Изабелла де Виллардуэн совместно с графом Эно (Геннегау) до 1297 года, с Филиппом I Савойским с 1301)                |
| 1307—1313        | Филипп I Тарентский                                                                                                  |
| 1313—1318        | Матильда д'Эно (совместно с Людовиком Бургундским до 1316 года, с Фернандо Майоркским фактически с 1315 по 1316 год) |
| 1318—1333        | Жан де Гравино |
| 1333—1346        | Екатерина де Валуа-Куртене                                                                                           |
| 1346—1364        | Роберт Тарентский |
| 1364—1370        | Мария де Бурбон |
| 1370—1373        | Филипп II Тарентский                                                                                                 |
| 1373—1381        | Джованна I Неаполитанская                                                                                            |
| 1381—1383        | Жак де Бо |
| 1383—1386        | Карл III Анжуйский                                                                                                   |
| 1386—1396        | Владислав I |
| 1396—1402        | Педро Бордо, авантюрист                                                                                              |
| 1402—1404        | Мария II Дзаккариа                                                                                                   |
| 1404—1430        | Чентурионе II Дзаккариа                                                                                              |